# Börsenbrücke (Sankt Petersburg)

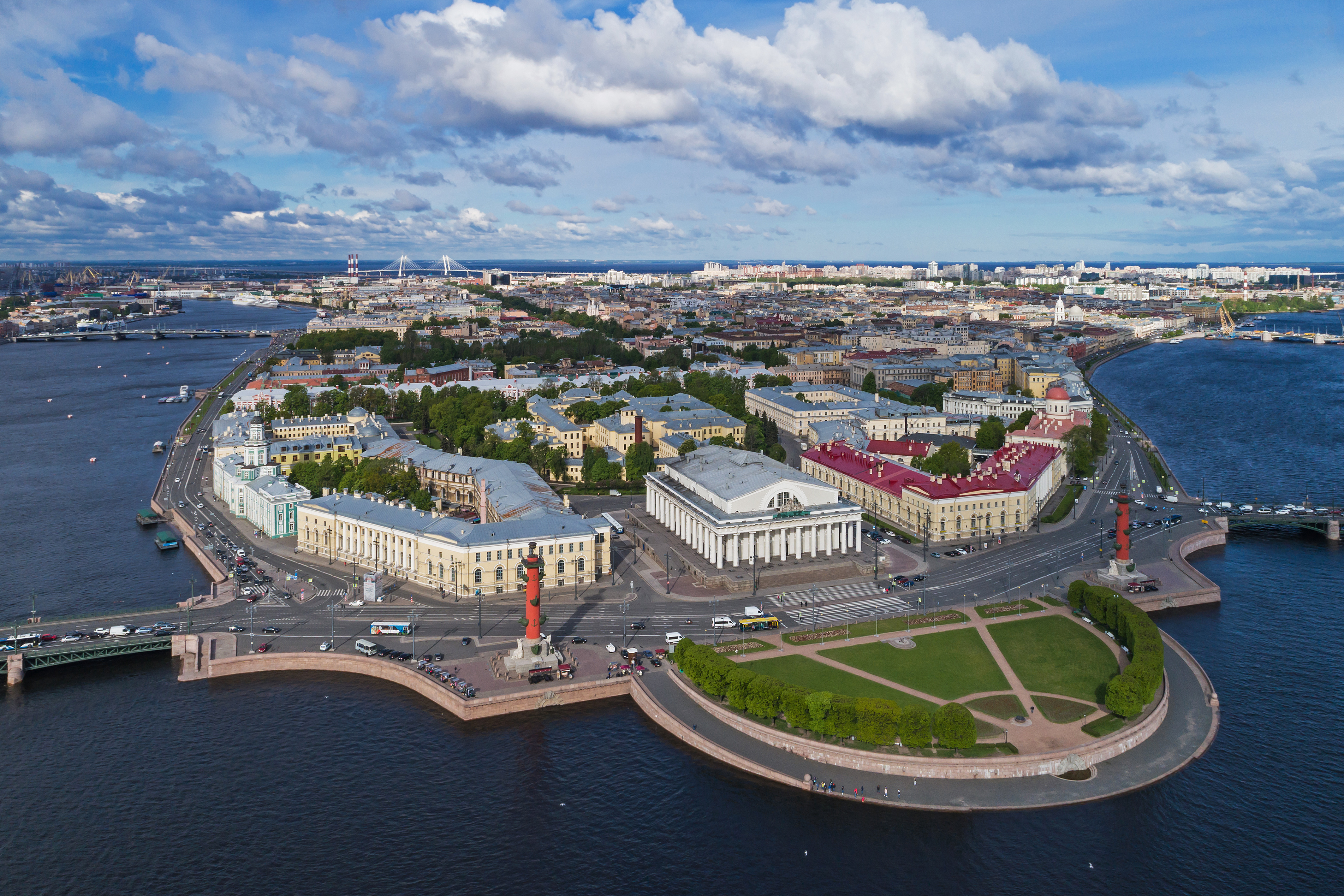
Wassiljewski-Insel, Ostspitze (Strelka), mit dem Gebäude der alten Börse, den Rostra-Säulen, links die Schlossbrücke, rechts die Börsenbrücke

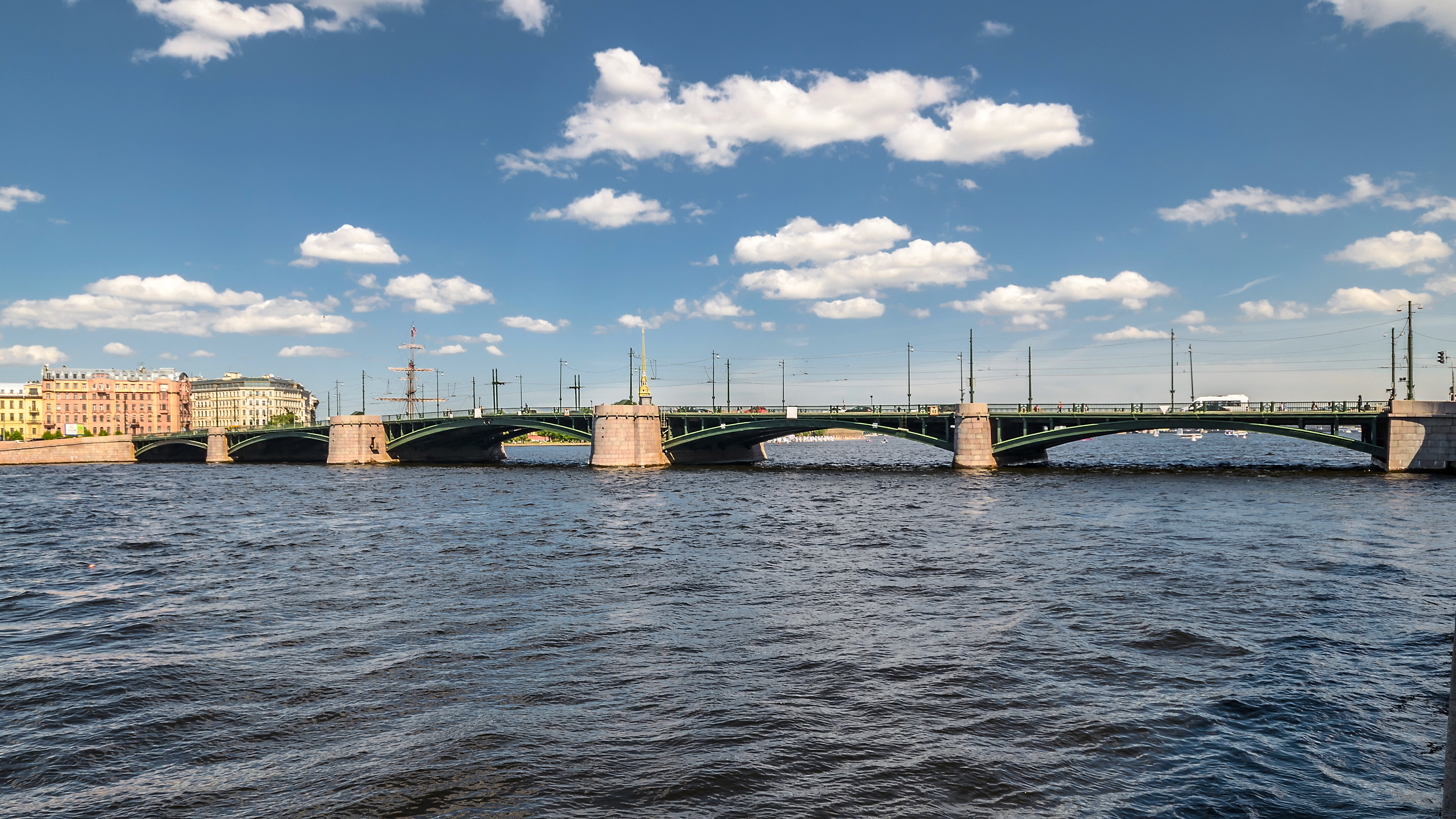
Börsenbrücke

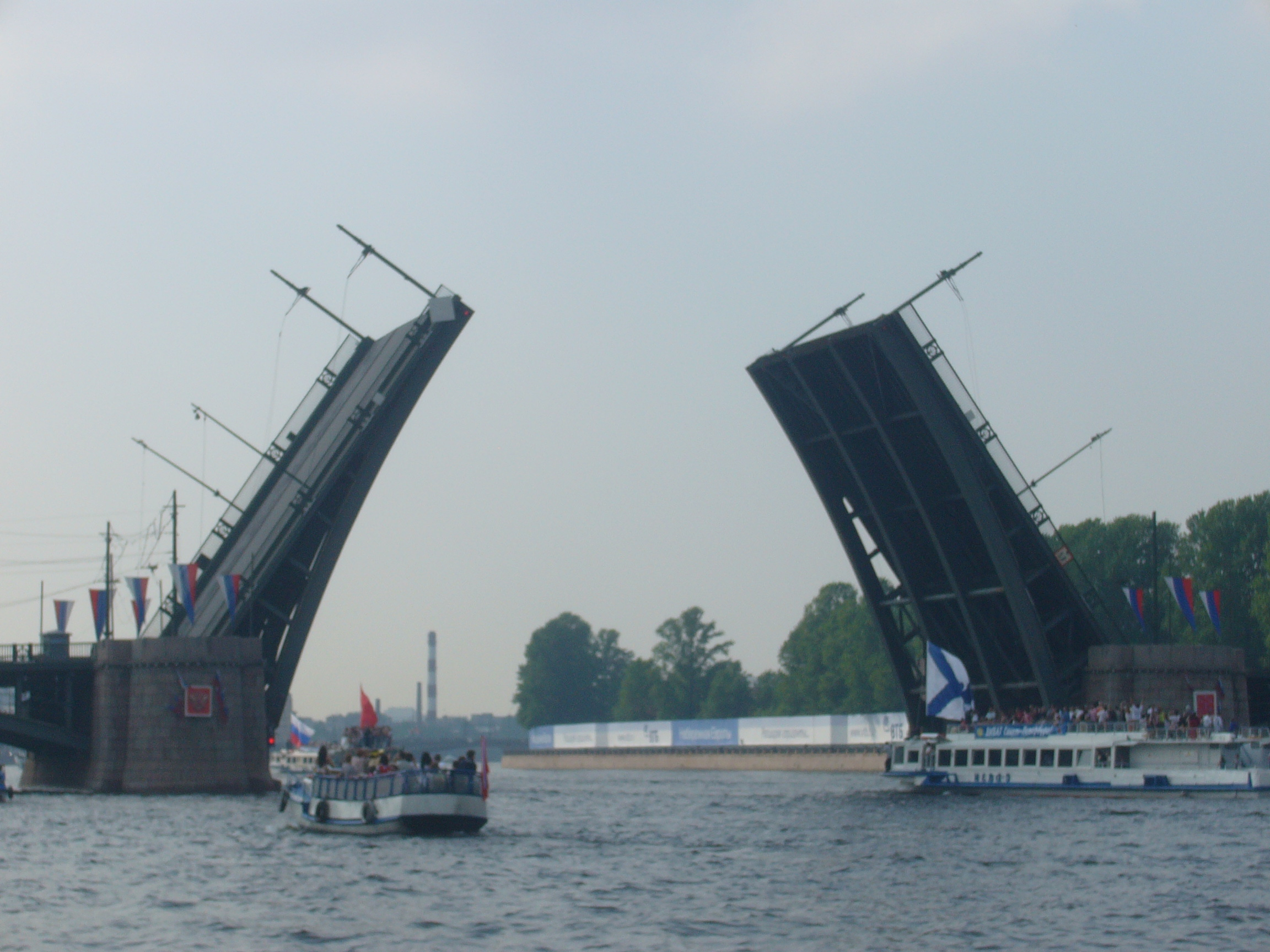
Börsenbrücke, hochgeklappt

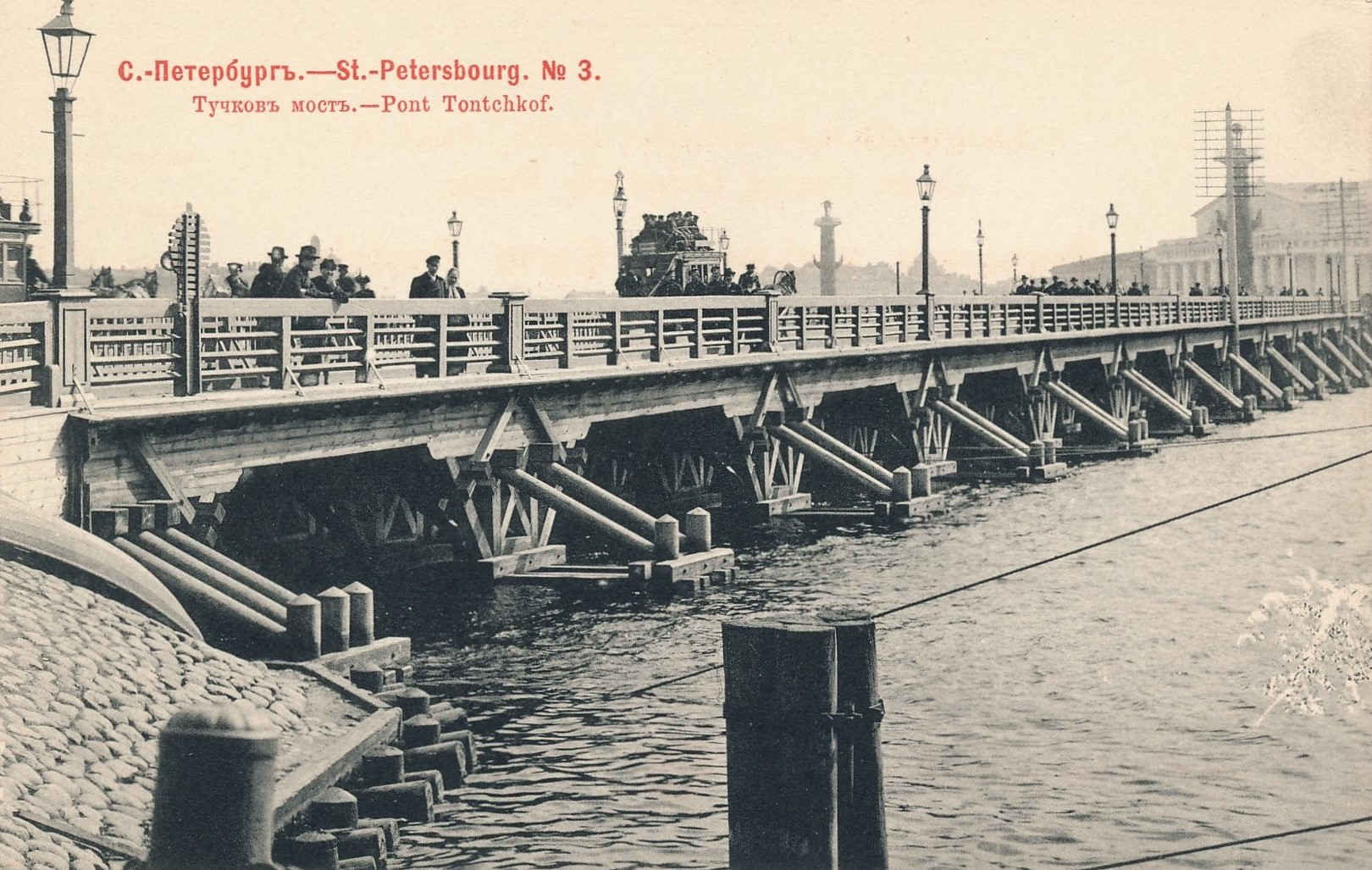
Alte Börsenbrücke

Die Börsenbrücke (russisch Биржевой мост Birschewoi most, wiss. Transliteration Birževoj most) ist die Brücke über die Kleine Newa (Nebenfluss der Newa) in Sankt Petersburg, Russland. Ihre Länge beträgt 239 Meter und die Breite beträgt 27 Meter. Die Börsenbrücke verbindet die Ostspitze (Strelka) der Wassiljewski-Insel mit der Petrograder Insel. Sie hat ihren Namen von der berühmten alten Petersburger Börse (russisch: Биржа Birscha), deren Gebäude sich auf der Wassiljewski-Insel befindet. Die ältere Holzbrücke aus dem Jahr 1896 wurde Mitte des 20. Jahrhunderts durch eine modernere Konstruktion ersetzt.